# Schwarze Heide - Kriegswiese
Das Naturschutzgebiet Schwarze Heide - Kriegswiese liegt im Erzgebirgskreis in Sachsen südlich von Satzung, einem Ortsteil der Stadt Marienberg. Am südlichen und südöstlichen Rand und östlich des aus zwei Teilflächen bestehenden Gebietes verläuft die Staatsgrenze zu Tschechien. 

## Bedeutung
Das 83,83 ha große Gebiet mit der NSG-Nr. C 14 wurde im Jahr 1995 unter Naturschutz gestellt.